# Susanne Valentin
Susanne Margareta Valentin, född 13 mars 1946 i Johannes församling i Stockholm, död 13 april 2016 på Lidingö, var en svensk koreograf.
Susanne Valentin var dotter till Carl Achatz och syster till Dag Achatz. Hon  utbildades på Koreografiska Institutet i Stockholm och var en av Birgit Åkessons sista elever. Valentin var konstnärlig ledare för dansgruppen l'Étoile du Nord 1971–1991. Hon var också verksam som regissör och iscensättare av installationer och teateruppsättningar som Samuel Becketts Krapps sista band för Teater 9 i Stockholm och hörspel med mera för Sveriges Radio. För barn koreograferade hon adventskalendern i TV 1971 samt iscensatte Sven-Erik Bäcks opera Kattresan på turné i Stockholms län liksom Barbro Lindgrens Sagan om den lilla farbrorn.
Valentin gjorde sin egen version av baletten Sylfiden på Kulturhuset 1987 och för Kungliga Baletten på Operans Rotundan 1992 och 1996 samt medverkade i flera av Operans balettworkshops. På senare år samarbetade Susanne Valentin med Stockholms stift och Kungliga Balettens dansare i en svit liturgiska dansdramer för kyrkorummet, bland annat Maria Magdalena 1995 och Han som delade tiden 1999. Båda sändes i SVT.